# Sekstus Pompejusz

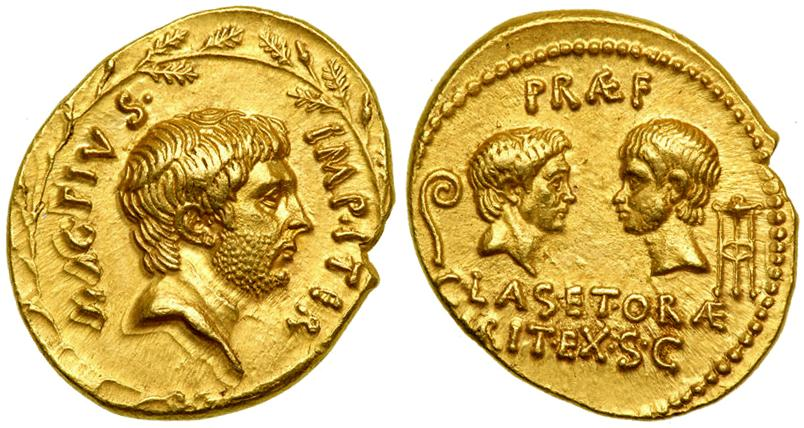
Aureus Sekstusa Pompejusza

Sekstus Pompejusz Sextus Pompeius Magnus Pius (ur. 75 p.n.e. – zm. 35 p.n.e.) – rzymski dowódca ostatnich lat republiki, do końca walczący z II triumwiratem. Młodszy syn Pompejusza Wielkiego i Mucji Tercji, brat Gnejusza Pompejusza Młodszego. Poślubił Skrybonię.
Wzrastał wraz z bratem w cieniu swojego sławnego ojca. W 49 p.n.e. po przekroczeniu przez Cezara Rubikonu i wybuchu wojny domowej ojciec i starszy brat wraz z konserwatywnymi senatorami udali się na Wschód, a Sekstus pozostał wraz z macochą Kornelią Metellą w Rzymie. Po przegranej bitwie pod Farsalos Pompejusz Wielki został zmuszony do ucieczki. Spotkał Kornelię i Sekstusa w Mitylenie i razem odpłynęli do Egiptu. Tam Sekstus był świadkiem zdradzieckiego zabójstwa ojca. Kornelia powróciła do Rzymu, a Sekstus przyłączył się do przeciwników Cezara zbierających wojska w Afryce. W 46 p.n.e. Cezar jednak pokonał pod Tapsus wojska dowodzone przez Metellusa Scypiona i Katona Młodszego. W następnym roku w bitwie pod Mundą pokonani zostali bracia Pompejusze, i tylko Sekstus zdołał zbiec, ukrywał się początkowo w północnej Hiszpanii, a w 43 p.n.e. zdołał opanować Sycylię.
Po zabójstwie Cezara w Idy Marcowe 44 p.n.e. znów wybuchła wojna domowa między politycznymi spadkobiercami Cezara; Markiem Antoniuszem, Oktawianem Augustem i Markiem Lepidusem, którzy utworzyli II triumwirat, a zabójcami Cezara, kierowanymi przez Marka Brutusa i Gajusza Kasjusza. Okres ich walk wykorzystał Sekstus Pompejusz do utworzenia na bazie Sycylii silnej armii i floty. Po ostatecznym zwycięstwie pod Filippi w 42 p.n.e. nad siłami Brutusa i Kasjusza triumwirowie zwrócili się przeciwko Sekstusowi. Jednak nie doszło do rozstrzygającego zwycięstwa i w 39 p.n.e. został zawarty pokój w Puteoli, który przyznawał mu władzę prokonsula na Korsyce, Sardynii, Sycylii i Peloponezie oraz został desygnowany na konsula w 35 p.n.e. 
Został także augurem, choć nie odbył inauguracji nie powracając już nigdy do Rzymu. Do śmierci był faktycznym władcą Sycylii. Pogłębiające się rozdźwięki między Antoniuszem a Oktawianem skłoniły tego ostatniego do rozpoczęcia ponownie wojny z Sekstusem Pompejuszem. Próby zdobycia Sycylii nie przynosiły powodzenia, m.in. Sekstus odniósł zwycięstwo w morskiej bitwie pod Messyną w 37 p.n.e. Dopiero rozbudowa floty pozwoliła Markowi Agrypie - utalentowanemu dowódcy Oktawiana odnieść decydujące zwycięstwo pod Naulochos i całkowicie rozbić flotę Sekstusa. Sekstus Pompejusz zdołał i tym razem zbiec na Wschód. Jednak w 36 p.n.e. został schwytany w Milecie i bez sądu stracony na rozkaz jednego z dowódców Antoniusza, Marka Titiusa.